# Морозовский 2-й
Морозовский 2-й — хутор в Кашарском районе Ростовской области.
Входит в состав Верхнесвечниковского сельского поселения.

## География
На хуторе имеется одна улица: Песчаная.

## Население
| 2010 |
| ---- |
| 147  |